# Gerf Hussein
Gerf Hussein (àrab: جرف حسين, Jarf Ḥusayn) fou un llogaret nubi al sud de Dendur, a la riba oest del Nil avui cobert pel Llac Nasser, on hi havia un temple egipci que fou traslladat al seu actual emplaçament no gaire llunyà, al costat del temple de Kalabsha.
Es van traslladar les peces però per molts anys va estar sense muntar. Avui dia ja es pot visitar.
El temple es deia La Casa de Ptah (Per Ptah) i fou construït per un alt oficial de nom Setau (Setaw), virrei de Kus, en temps de Ramsès II. S'assembla al Temple d'Abu Simbel. Està també en part excavat a la roca. Estava dedicat a Ptha, Ptah-Tetenen, Hathor i al mateix faraó. Al centre tenia una estàtua colossal de Ramsès II avui al Museu d'Assuan